# Adolf Mensching
Adolf Mensching (* 20. Mai 1815 in Wernigerode; † 20. Juli 1881 in Hannover) war ein deutscher Rechtsanwalt und Publizist. Der linksliberale Advokat und Herausgeber der Hannoverschen Volkszeitung galt im Königreich Hannover insbesondere seit der Deutschen Revolution 1848/1849 als einer der führenden „aufmüpfigen“ Köpfe gegen die Repressalien der Obrigkeit.

## Leben
Geboren in Wernigerode, studierte Adolf Mensching an der Universität Göttingen und arbeitete in Göttingen als Auditor am dortigen Stadtgericht, bevor er sich 1839 als Rechtsanwalt in Hannover niederließ.
Mensching trat insbesondere ab 1848 während der sogenannten „Märzrevolution“ als Wortführer der bürgerlich-demokratischen Opposition hervor. Nachdem sich aus wöchentlichen Oppositions-Versammlungen im Ballhof im Mai 1848 der hannoversche „Volksverein“ gegründet hatte, stand Mensching dieser bis zu 1000 Mitglieder umfassenden Vereinigung, die 1854 aufgelöst wurde, zeitweilig vor.
Nachdem die Frankfurter Nationalversammlung in der Paulskirche Ende Dezember 1848 die „Grundrechte des deutschen Volkes“ verkündet hatte, leitete Adolf Mensching am 21. Januar 1849 in Hannover eine „Anerkennungsfeier“ mit 2900 Teilnehmern. Im selben Jahr äußerte er sich rückblickend:

„Es ist für die hannoversche Revolution charakteristisch, daß sie nicht vom Volk, sondern von der Bourgeoisie gemacht ist.“

Nachdem am 8. März 1849 eine konservative Gruppierung eine Demonstration veranstaltet hatte, wurde Mensching vorgeworfen, er habe angeblich zu Tätlichkeiten gegen die Veranstaltung aufgerufen. In der Folge wurde Mensching am 27. März des Jahres zu drei Wochen Gefängnis verurteilt. Dieses Verfahren veranlasste Mensching, im selben Jahr seinen „... Beitrag zur Culturgeschichte der [hannoverschen] Polizei“ zu verfassen.
1851 zeichnete Mensching verantwortlich für die letzten drei Ausgaben der Zeitschrift Deutsche Arbeiterhalle – Wochenschrift für die arbeitenden und besitzlosen Volksklassen ..., nachdem der Herausgeber und Redakteur Ludwig Stechan am 7. Juni 1851 verhaftet worden war. Das Blatt erschien im „Verlag Pockwitz“.
Ebenfalls 1851 gründete Adolf Mensching, gemeinsam mit anderen Mitgliedern des Volksvereins innerhalb der Gemeinde der Kreuzkirche, den „Verein für religiösen Fortschritt“. Vereinsorgan wurde die von Mensching herausgegebene „Hannoversche Volkszeitung“, später die „Norddeutsche Volkszeitung“ mit Carl Kindermann und Adolf Streckfuß als Haupt-Mitarbeiter.  Zeitweilig war die Volkszeitung das Zentralblatt aller Volksvereine im Königreich Hannover, und wurde ab 1851 auch zum Organ der Norddeutschen Arbeitervereinigung, bis die Zeitung 1854 ihr Erscheinen einstellen musste. Im selben Jahr wurde auch der hannoversche Volksverein aufgelöst.
Unterdessen hatte der hannoversche Polizeidirektor Karl Wermuth 1853 eine „schwarze Liste“ mit den Namen von 102 hannoverschen Bürgern angelegt. Zu Adolf Mensching fand sich hier die Zusatzbemerkung: „Communist. In Vereinen und durch Zeitungen viel compromittirt“.

## Sonstiges
Nach dem Adreßbuch der Königlichen Haupt- und Residenzstadt Hannover bewohnte der Advocat im Revolutionsjahr 1849 das Gebäude Marktstraße 24, als späterer Obergerichtsanwalt 1868 das Haus Marktstraße 45 II.

## Schriften
- Die Capital-Versicherungs-Anstalt zu Hannover, eine neue Sparanstalt: Ihrem Wesen und Zwecke nach für Leser aller Stände, Hannover: Helwing, 1847
- Das Landesverfassungsgesetz für das Königreich Hannover mit den durch das Gesetz vom 5. September 1848 bestimmten Abänderungen. Zusammengestellt und mit Anmerkungen versehen von Adolf Mensching, Hannover: Pockwitz, 1848
- Meine Verurteilung zu drei Wochen Gefängnis. Ein Beitrag zur Culturgeschichte der Polizei, 1849
- Adolf Mensching, August Schiebe: Das deutsche Handelsrecht zum praktischen Gebrauch gemeinfaßlich dargestellt ..., zweite, durch einen Anhang „der Frachtverkehr der Eisenbahnen“ vermehrte Auflage, Celle: Verlag der Schulze'schen Buchhandlung, 1864; Digitalisat
- Adolf Mensching (Hrsg.), Christoph Daniel Ebeling: Das Einführungsgesetz zu dem allgemeinen deutschen Handelsgesetzbuche für das Königreich Hannover, Celle: Schulze'sche Buchhandlung, 1865; Digitalisat